# João Carlos de Oliveira
João Carlos de Oliveira, detto João do Pulo (Pindamonhangaba, 28 maggio 1954 – San Paolo, 29 maggio 1999), è stato un triplista e lunghista brasiliano, medaglia di bronzo ai Giochi olimpici di Montréal 1976 e Mosca 1980 nel salto triplo.

## Biografia
Tra i più grandi atleti della storia nella specialità del salto triplo, non riuscì nell'impresa di vincere un'Olimpiade, e si dovette accontentare di due medaglie di bronzo, conquistate a Montréal 1976, dietro al sovietico Viktor Saneev e allo statunitense James Butts, e a Mosca 1980, dietro ai sovietici Jaak Uudmäe e allo stesso Saneev. La gara di Mosca destò sospetti agli osservatori neutrali fin dal primo momento; de Oliveira si vide annullare diversi salti in modo piuttosto sospetto, in particolare in un tentativo aveva dato la sensazione che fosse andato al di là del suo stesso record del mondo.
Nel 1992 Harry Seinberg, estone che al tempo allenava i due sovietici, ammise una prima volta la farsa dei giudici tesi a dare la vittoria ai sovietici e in particolare il quarto alloro olimpico a Saneev. Seinberg si scusò pubblicamente con de Oliveira ai Giochi paraplegici del 1992 ma non confermò le sue parole al Comitato Olimpico Internazionale e ritrattò tutto. Nel 2000, il giornale australiano The Sydney Morning Herald pubblicò un reportage su come sarebbe avvenuta la "farsa" di Mosca.
Il 15 ottobre 1975 durante i Giochi panamericani di Città del Messico stabilì il record del mondo del salto triplo con la misura di 17,89 m, che fu battuto solo 10 anni dopo nel 1985 da Willie Banks, e fu record sudamericano e brasiliano fino a quando, nel maggio 2007, il connazionale Jadel Gregório non lo batté di un centimetro, portandolo a 17,90 m.
Il 22 dicembre 1981 fu vittima di un terribile incidente stradale, causato da un ubriaco in fuga dalla polizia, dopo il quale subì l'amputazione della gamba destra sotto il ginocchio. Successivamente venne eletto due volte deputato al parlamento brasiliano.
Dopo essere precipitato nell'alcolismo e nella depressione, morì il 29 maggio 1999 di cirrosi epatica all'età di 45 anni.

## Palmarès
| Anno | Manifestazione          | Sede              | Evento         | Risultato | Prestazione | Note                  |
| ---- | ----------------------- | ----------------- | -------------- | --------- | ----------- | --------------------- |
| 1974 | Campionati sudamericani | Santiago          | Salto in lungo | Bronzo    | 7,17 m      |                       |
| 1974 | Campionati sudamericani | Santiago          | Salto triplo   | Oro       | 16,34 m     | Record dei campionati |
| 1975 | Campionati sudamericani | Rio de Janeiro    | Salto in lungo | Oro       | 7,66 m      | Record dei campionati |
| 1975 | Campionati sudamericani | Rio de Janeiro    | Salto triplo   | Oro       | 16,48 m     | Record dei campionati |
| 1975 | Giochi panamericani     | Città del Messico | Salto in lungo | Oro       | 8,19 m      |                       |
| 1975 | Giochi panamericani     | Città del Messico | Salto triplo   | Oro       | 17,89 m     | Record mondiale       |
| 1976 | Giochi olimpici         | Montréal          | Salto in lungo | 5º        | 8,00 m      |                       |
| 1976 | Giochi olimpici         | Montréal          | Salto triplo   | Bronzo    | 16,90 m     |                       |
| 1977 | Campionati sudamericani | Montevideo        | Salto in lungo | Oro       | 7,95 m      | Record dei campionati |
| 1977 | Campionati sudamericani | Montevideo        | Salto triplo   | Oro       | 16,40 m     |                       |
| 1979 | Giochi panamericani     | San Juan          | Salto in lungo | Oro       | 8,18 m      |                       |
| 1979 | Giochi panamericani     | San Juan          | Salto triplo   | Oro       | 17,27 m     |                       |
| 1980 | Giochi olimpici         | Mosca             | Salto in lungo | 12º       | nm          |                       |
| 1980 | Giochi olimpici         | Mosca             | Salto triplo   | Bronzo    | 17,22 m     |                       |
| 1981 | Campionati sudamericani | La Paz            | Salto triplo   | Oro       | 17,05 m     | Record dei campionati |

## Altre competizioni internazionali
1977
- Oro in Coppa del mondo ( Düsseldorf), salto triplo - 16,68 m

1979
- Oro in Coppa del mondo ( Montréal), salto triplo - 17,02 m

1981
- Oro in Coppa del mondo ( Roma), salto triplo - 17,37 m